# Барбурулы
Барбурулы (лат. Barbourula) — род бесхвостых земноводных из семейства жерлянок. Род назван в честь американского герпетолога Томаса Барбура.

## Описание
Размер представителей рода колеблется от 66 до 77 мм. Наблюдается половой диморфизм: самки крупнее самцов. Голова короткая, морда закруглённая. Глаза с округлыми или каплевидными зрачками. Барабанная перепонка не видна. Туловище уплощённое. Лёгкие атрофированы или отсутствуют. Кожа покрыта многочисленными небольшими бугорками. Конечности пухлые, но сильные. Пальцы с хорошо развитыми плавательными перепонками. Окраска невзрачная — коричневого цвета с различными оттенками, почти до чёрного.

## Образ жизни
Обитают во влажных тропических  лесах, в реках с быстрым течением и водоёмах богатых кислородом. Днём прячутся под камнями. Хорошо плавают, ведут полуводный образ жизни. В случае опасности быстро погружаются под воду на глубину от 50 сантиметров до 5 метров, и прячутся под камнями. Питаются различными беспозвоночными.

## Размножение
Это яйцекладущие земноводные. Яйца откладывают под камни в воде. В них происходит прямое развитие, без стадии головастика.

## Распространение
Филиппинская барбурула является эндемиком Филиппин, калимантанская — острова Калимантан.

## Классификация
На январь 2023 года в род включают 2 вида:
- Barbourula busuangensis Taylor et Noble, 1924 — Филиппинская барбурула
- Barbourula kalimantanensis Iskandar, 1978 — Калимантанская барбурула